# Smile (倉木麻衣專輯)
Smile 是日本歌手倉木麻衣第十一張原創專輯，於2017年2月15日分三種形式發行。

## 簡介
- 與前作《OVER THE RAINBOW》相隔約5年發行。
- 2014年後，倉木麻衣展開了持續2年出道15週年的一系列活動，期間製作了各種曲子，也參與了許多慈善公益活動，例如在柬埔寨建立學校等音樂以外的活動。東日本大地震使她樂曲發生了變化，讓倉木麻衣深感「大家不是一個人」，也深深感受到「笑顏=Smile」，微笑不是單純的笑顏，是在痛苦、落淚和經歷各種事情後才有的Smile，便帶著這種想法，用120%純淨的心情製做了以Smile為主題的專輯，精心挑選後確定這12首歌，想把現在的自己裝進專輯裡。專輯也嘗試了各種曲風，包括R＆B、搖滾、流行、舞曲和ballad，讓大家看見不同的、新的倉木麻衣。
- 倉木麻衣表示，愛犬Casper離世讓他感到瞬間被現實的剝奪與生命及自身的虛幻，但他相信治愈悲傷再次微笑的契機一定是存在的，對她而言，那就是音樂。在選取與安排上，曲順從悲傷的歌開始，逐漸地提高節奏，最後以積極的心態收尾。[1]
- 本作作曲除了與經常合作的德永曉人之外，啟用了大量的海外知名音樂家，多名韓國作曲家以及SONY MUSIC作曲家，在「Tell me why」中疑似使用愛犬Casper名字進行了作曲。[2]

## 曲目
| 曲序     | 曲目                              | 作曲                                                  | 編曲                                                  | 时长  |
| -------- | --------------------------------- | ----------------------------------------------------- | ----------------------------------------------------- | ----- |
| 1.       | YESTERDAY LOVE                    | 久保田敬也、 長戸大幸                                 | 鶴澤夢人 、 長戸大幸                                  | 4:56  |
| 2.       | ミステリー ヒーロー(Mistery Hero) | 徳永暁人                                              | 徳永暁人                                              | 4:06  |
| 3.       | 硝子の微笑(玻璃的微笑)            | SHIBU                                                 | 山下洋輔                                              | 4:00  |
| 4.       | OPEN L♡VE                         | Command Freaks 、 キム･テソン 、 Sophia Pae 、 Jake K | Command Freaks 、 キム･テソン 、 Sophia Pae 、 Jake K | 3:22  |
| 5.       | SAWAGE☆LIFE                       | Alaina Beaton 、 Bobby Huff                           | TAITO                                                 | 3:20  |
| 6.       | I Like It                         | 福田貴史 、 若田部誠 、 Nanna Larsen                  | 福田貴史                                              | 3:35  |
| 7.       | MY VICTORY                        | 本山清治 、 丸谷マナブ 、 Nanna Larsen                | 本山清治                                              | 3:33  |
| 8.       | Serendipity                       | 徳永暁人                                              | 徳永暁人                                              | 4:17  |
| 9.       | Make that change                  | 徳永暁人                                              | 徳永暁人                                              | 4:25  |
| 10.      | Tell me why                       | MAXX SONG、 Yong Shin Kim、 220                       | MAXX SONG(作曲) 、 Yong Shin Kim(作曲) 、 220(作曲)   | 3:22  |
| 11.      | My way                            | キム･テソン、 MAXX SONG、 Sophia Pae、 Jake K         | 持山翔子                                              | 4:11  |
| 12.      | きみへのうた(獻給你的歌)          | Sidnie Tipton 、 Nash Overstreet                      | Nash Overstreet                                       | 3:39  |
| 13.      | I Like It (Remix)（Bonus Track）  | 福田貴史 、 若田部誠 、 Nanna Larsen                  | 本山清治(リミックス)                                  | 4:33  |
| 总时长： | 总时长：                          | 总时长：                                              | 总时长：                                              | 50:17 |

## 全曲解說
YESTERDAY LOVE（页面存档备份，存于）
- 讀賣電視台・日本電視台動畫『名偵探柯南』片尾曲
- 開場曲目，正好為倉木麻衣在名偵探柯南20週年中第20次演唱的主題曲。倉木麻衣表示對於柯南不斷升級的世界觀，也想在歌曲方面有新的挑戰，例如YESTERDAY LOVE的歌詞十分密集、最後的「喜歡你!」更要毫不猶豫地唱出來。歌詞講的就是新一和小蘭的戀情，但並不是悲傷的，是一首描寫無法實現愛情的悲傷和今後希望的歌曲。[1]
- 「YESTERDAY LOVE」的PV拍攝採用了360度拍攝，可以說是首次展現了倉木麻衣的真面目的爽朗快歌。充滿疾走的嗓音搭配復古的曲風，是一首令人印象深刻的歌曲。為了充分表達這首歌的世界觀，經過多次討論，最終決定發售VR映像單曲。為追求光鮮奪目的表演與格外吸引眼球的音樂錄影帶，實現了與被稱為「鐳射魔術師」的著名導演東市篤憲的夢幻合作。為了讓大家能更加享受到這個映像的世界觀，採用了最先進的攝像技術製 作了360度MV。在360度的攝影中，使用唯一能把鐳射光線精美地錄製下來的錄影機，錄製7超高清4K高畫質360度VR音樂錄影帶，展示了迄今為止前所未見的世界觀。

倉木麻衣表示：這次挑戰了新的事物。從工作人員聽到了360度MV攝影的消息，介紹給我的東市導演創造出YESTERDAY LOVE的世界觀，造就了廣闊的音樂錄影帶。造型和服裝上也聽從了導演的意見，被說「如果試試姬發式髮型的話可能會很合適吧？」但齊劉海從中學起就沒留了！冒著可能會毀譽參半的風險但還是嘗試了。這次和平時的攝影不一樣，導演和攝影師、工作人員在別的房間看著屏幕的同時，我在旁邊的房間拍攝。然後，搭配了東市導演完美的鐳射攝影，美麗的鐳射光線中體驗了平時從未有過的世界，一直被畫面咸動著說出「好漂亮！不想回原來的世界！」這樣的話。 為拍出最好的效果，迄今為止持續拍攝了好幾次，和舞者們全力的拍攝，到最後簡 直充滿了斷氣的愉悅，攝影結束時覺得腳十分酸痛。完成以後一看音樂錄影帶「哇！這是我？」像「我所未知的自己」。
東市篤憲導演表示：這次的音樂錄影帶通過在360度的鐳射中，拍攝倉木麻衣被包圍在其中的畫面是最大的看點。另外倉木麻衣也挑戰了迄今為止從未有過的姬發式髮型也是看點的一個。一共使用了六發鐳射光束，為保證她的頭上、天花板和及腳邊能全被光束照射。另外，也想嘗試一下讓她真的身處在繙射之中，我認為能拍出非常好的畫面。還有，在天花板上懸掛了很多銀膠帶，形成了一個圓柱筒，倉木麻衣也是被包圍在 其中拍攝的。那也是我從未拍出的畫面，非常夢幻並不可思議的空間，就像是異次元。
OPEN L♡VE
- U-can「SPEAK MASTER」廣告曲

ミステリー ヒーロー
- 倉木麻衣表示，無論是誰都會感到寂寞和孤獨，也有被逼到絕境的時候，便用這份感情毫不猶豫地唱出來。

SAWAGE☆LIFE
- 讀賣電視台・日本電視台動畫『名偵探柯南』片尾曲

倉木麻衣從出道時所養的愛犬Casper於2016年11月去世了，對她來說是非常大的衝擊。倉木麻衣表示，人應該努力地把握今天，面帶微笑無悔的生活，因為人生是短暫的，一年也是轉眼之間就過了，也許今後又會發生大災害，怎樣才能不後悔地活下去呢？到現在為止煩惱的事又是什麼呢？在忙碌中度日的話經常會迷失，所以意識到，要珍惜每天的時光。歌詞簡單地強調「人生只有一次」的理念。
MY VICTORY
- 日本UNISYS羽毛球部應援曲
- 「HAPPY WOMAN FESTA 2017」主題曲
- 倉木麻衣表示是她希望在live上和大家一起唱的歌，以想抓住夢想的心情寫了歌詞，不僅抓住了就好，更是已經抓緊了，表達著想要勝利的強烈感情。[1]

Serendipity（页面存档备份，存于）
- JR西日本『山陽新幹線全線開業40周年紀念，關西品牌宣傳廣告曲「明天的Serendipity」』
- 「Serendipity」即「旅行的興奮感和在旅途中有新發現的心跳感」，倉木麻衣表示自己也有過迷惘的時候，離開日常生活，乘著電車前往遠方、在海外客觀地凝視自己，過著這樣的生活。[1]

Make that change
- 倉木麻衣在此曲挑戰了強烈的搖滾樂，她表示是作為歌手她想挑戰的曲子，想著「怎樣才能不輸給吉他的音色，傳達自己的歌？」，是摸索著技巧而創作的一曲。[1]

My way
- 在專輯還沒發行時於交響樂演唱會時批露交響樂版本(收錄於Mai Kuraki Symphonic Live ～Opus 3～)，大家覺得很好，於是便想放入專輯。代表著今後自己的道路，是一首充滿希望的歌，和專輯Smile很適合。

きみへのうた
- JICA 青年海外協力隊廣告曲

## 銷量
| 榜單                              | 最高排名 | 銷量   | 在榜時數 |
| --------------------------------- | -------- | ------ | -------- |
| Oricon日間專輯榜 (2017年2月14日)  | 2        | 4,220  | 12週     |
| Oricon週間專輯榜 (2017年2月第3週) | 4        | 21,222 | 12週     |
| Oricon月間專輯榜 (2017年2月)      | 17       | 25,439 | 12週     |
| Oricon年間專輯榜 (2017年)         | 47       | 21,222 | 12週     |
| Oricon累積銷量                    | —        | 29,716 | 12週     |

## 外部連結
1. 1 2 3 4 5 6  . 2017-02-14  [2017-02-14]. （原始内容存档于2017-02-15）.
2. ↑  . 2017-02-14  [2017-02-14].
3. ↑  . 2016-11-24  [2017-02-14].